# Orasema masneri
Orasema masneri (лат.) — вид паразитических наездников рода Orasema из семейства Eucharitidae. Паразитоиды личинок и куколок муравьев. Назван в честь канадского энтомолога Любомира Маснера (Canadian National Collection, Канада) за его крупный вклад в изучение наездников.

## Распространение
Встречаются в Неотропике: Эквадор.

## Описание
Мелкие хальцидоидные наездники, длина 4,19—4,31 мм. От близких видов отличается следующими признаками: голая базальная часть переднего крыла, мелко сетчатое лицо, широко закругленный и выступающий вентрально наличник без дифференцированного антеклипеуса, пятнистые передние крылья. Голова и мезосома имеют сине-зелёный цвет, скапус и ноги жёлтые, а брюшная полость желтовато-коричневая с тёмно-коричневыми пятнами сверху. Предположительно как и другие близкие виды паразитоиды личинок и куколок муравьев 
Вид был впервые описан в 2020 году американскими гименоптерологами Джоном Хэрати и Остином Бейкером (Department of Entomology, University of California, Riverside, США).